# پل نیلسن
پل نیلسن (دانمارکی: Poul Nielsen; ۲۵ دسامبر ۱۸۹۱ – ۹ اوت ۱۹۶۲) بازیکن فوتبال اهل دانمارک بود.
وی ۵۲ گل در ۳۸ بازی برای تیم ملی فوتبال دانمارک به ثمر رسانده و برترین گلزن تاریخ فوتبال ملی این کشور است.